# Jerry Brown
Pour les articles homonymes, voir Brown.
Edmund Gerald Brown, Jr., dit Jerry Brown, né le 7 avril 1938 à San Francisco, est un homme politique américain, membre du Parti démocrate et gouverneur de Californie de 1975 à 1983 et de 2011 à 2019.
Fils du gouverneur Pat Brown et avocat de profession, il est élu secrétaire d'État de Californie de 1971 à 1975 avant d'accéder au gouvernorat. Candidat aux primaires démocrates pour l'élection présidentielle de 1976, 1980 et 1992, il est président de la branche californienne du Parti démocrate de 1989 à 1991. Par la suite, il devient maire de la ville d'Oakland entre 1999 et 2007 et procureur général de Californie de 2007 à 2011 avant d'être réélu pour un troisième puis quatrième mandat de gouverneur.

## Biographie

### Enfance et scolarité
Jerry Brown est le fils de Bernice et Pat Brown, gouverneur de Californie entre 1959 et 1967. Après des études à l'université de Santa Clara, il entre dans un séminaire jésuite avec l'intention de devenir prêtre. Il quitte cependant le séminaire en 1960, 6 jours avant son ordination, et reprend des études à l'université de Californie à Berkeley avant d'être diplômé en droit à l'université Yale en 1964.

### Carrière juridique et entrée en politique
Après ses études, Jerry Brown s'installe à Los Angeles et rejoint le cabinet Tuttle & Taylor. Ses premières actions politiques eurent lieu en 1968 à l'occasion d'un manifestation contre la guerre du Viêt Nam, puis l'année suivante à l'occasion d'une brève participation à une action du syndicaliste paysan César Chávez en faveur des travailleurs immigrés. Cependant, son entrée en politique s'effectue réellement avec son élection, essentiellement due à son nom, au sein du Los Angeles Community College Board of Trustees.
En 1970, il est élu secrétaire d'État de Californie, ce qui en fait le responsable du bureau des élections et des archives de l'État. Brown utilise cette position, dont le pouvoir est traditionnellement limité, pour engager des poursuites à l'encontre de grandes compagnies (Standard Oil of California (actuelle Chevron), International Telephone and Telegraph, Gulf Oil et Mobil) pour violation de la loi sur le financement des campagnes politiques.
Jerry Brown fait aussi appliquer des lois exigeant des membres de la législature d'État de la Californie qu'ils révèlent les sources de financement de leurs campagnes et enquête sur des documents notariés ayant permis à Richard Nixon d'obtenir une importante réduction d'impôts.
Ces actions fortement médiatisées sont fort populaires dans l'État, ce qui lui ouvre l'accès au poste de gouverneur.

### Premier et deuxième mandats de gouverneur de Californie
Élu gouverneur de Californie en novembre 1974, Jerry Brown succède en janvier 1975 à Ronald Reagan qui s'est retiré à l'issue de deux mandats et qui avait lui-même succédé à son père, Pat Brown.
Fortement opposé à la guerre du Viêt Nam, Brown dispose d'un large soutien parmi les jeunes libéraux qui dominent alors la scène politique, ce qui ne l'empêche pas d'adopter des positions conservatrices. Ainsi, concernant la loi et l'ordre, il déclare : « Revenons à la bonne vieille idée qu'un individu est responsable de ses actes ».
Au lendemain de son élection, il refuse nombre de privilèges et de signes extérieurs liés à sa fonction, renonçant par exemple à la résidence des gouverneurs commandée par le couple Reagan, la California Governor's Mansion (en), en faveur d'un appartement plus modeste. La nouvelle résidence n'est d'ailleurs jamais utilisée par un gouverneur de Californie. Il s'interdit aussi de se faire conduire en limousine comme ses prédécesseurs et se rend au travail par lui-même dans une voiture de l'État de taille modeste.
Au cours de ses huit ans de mandat, Jerry Brown montre un intérêt particulier pour les questions environnementales. Il réforme par ailleurs la politique culturelle de l'État en augmentant son budget de 1 300 %, permettant par exemple la nomination  d'un artiste comme Gary Snyder. En 1977, il est le premier homme politique dans le monde à accorder des réductions d'impôts aux personnes installant des panneaux solaires sur leur toit. En 1975, il obtient la suppression d'une réduction d'impôt profitant aux compagnies pétrolières de Californie. Il nomme à la Cour suprême de Californie le premier Afro-Américain, Wiley Manuel (en), la première femme, Rose Bird (en) et le premier latino, Cruz Reynoso.
Comme son père, Jerry Brown est fortement opposé à la peine de mort et comme gouverneur, nomme des juges opposés à la peine capitale, notamment Rose Bird à la Cour suprême de l'État. Il met son véto au rétablissement de la peine de mort en 1977, outre lequel la législature de l'État passe par une majorité qualifiée. Jerry Brown est cependant réélu gouverneur en novembre 1978. Quant à la juge Rose Bird et deux autres juges nommés par Brown, ils sont démis de leurs fonctions à la suite d'un référendum révocatoire en 1986.

### Primaires démocrates de 1976

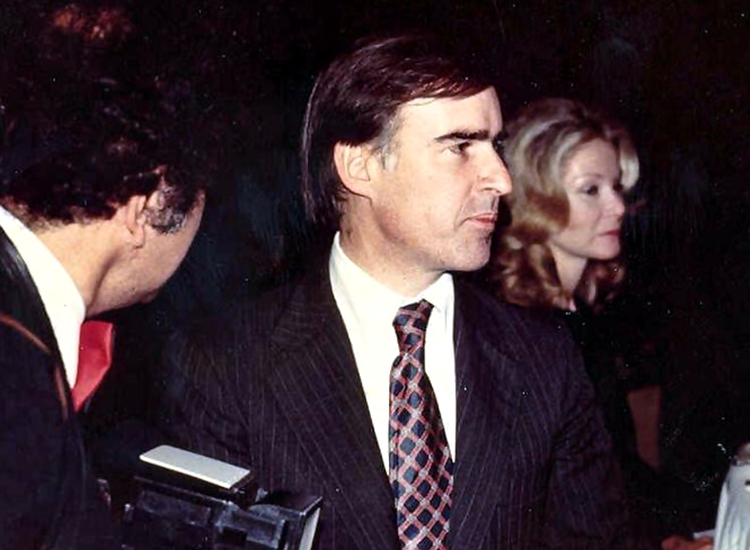
Jerry Brown en 1978.

Jerry Brown se présente assez tardivement aux primaires démocrates de 1976 pour essayer de faire obstacle à la nomination de Jimmy Carter. Mettant en avant qu'il avait freiné les dépenses de son État et équilibré le budget tout en améliorant la protection sociale, la politique de l'emploi et la protection des consommateurs et de l'environnement, il annonce sa conviction d'un désaveu prochain des politiques gouvernementales dépensières et coûteuses.
Il remporte la primaire du Maryland — État dans lequel il reçoit le soutien de Sargent Shriver, qui venait de renoncer à concourir — et celles du Nevada et de Californie. Largement devancé par Carter, Brown finit troisième de la course à la nomination.

### Échec de 1980

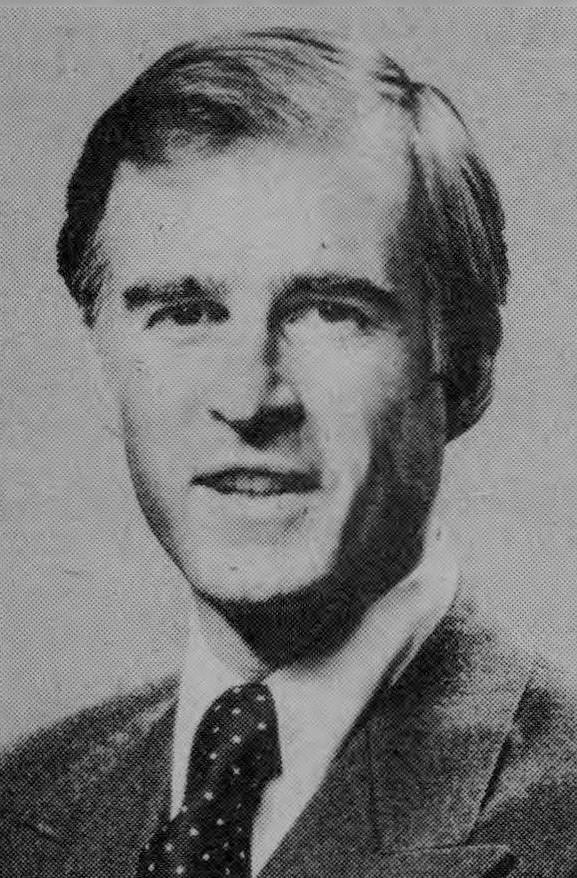
Jerry Brown en 1980.

Jerry Brown se présente une seconde fois aux primaires démocrates de 1980 comme concurrent du président sortant Jimmy Carter.
Au cours de cette campagne, il met en avant trois points principaux : un appel à une assemblée constitutionnelle pour ratifier un amendement à la Constitution portant sur l'équilibre budgétaire, la promesse d'augmenter le budget du programme spatial, et à la suite de l'accident nucléaire de Three Mile Island, une opposition claire au programme nucléaire.
En réponse au choc pétrolier de 1979, il se déclare favorable à un accroissement conséquent des fonds destinés à la recherche sur l'énergie solaire. Par ailleurs il soutient l'idée d'un service civil obligatoire et se montre favorable à un système de sécurité sociale universelle basé sur le marché.
Si sa candidature reçoit le soutien de militants comme Jane Fonda et Jesse Jackson, il ne recueille que 2,92 % des suffrages lors des primaires.

### Défaite électorale et retour en politique
En 1982, Jerry Brown renonce à se présenter une troisième fois au poste de gouverneur de Californie alors que la loi le lui permettait et choisit de se présenter au Sénat des États-Unis. Il entend en effet succéder au républicain S. I. Hayakawa qui ne se représente pas. Battu par le maire de San Diego, le républicain Pete Wilson, sa carrière politique est alors considérée comme terminée.
Il effectue cependant son retour en politique en 1989 en prenant la tête du Parti démocrate en Californie face à Steve Westly (en), futur vice-président d'eBay.

### Primaires démocrates de 1992
Lorsqu'il annonça sa décision de participer aux élections primaires démocrates de 1992, les commentateurs politiques et des membres de son parti dénoncèrent sa candidature comme une question d'ego n'ayant aucune chance d'aboutir. En réalité, sur la base d'un discours anti-élites, il va se révéler capable de rassembler un grand capital électoral au sein du Parti démocrate.
Au lancement de sa campagne, il indiqua qu'il n'accepterait que les contributions financières individuelles à condition qu'elles ne dépassent pas 100 $. Il se déclara favorable à une limitation du nombre de mandats au Congrès des États-Unis et, s'appuyant sur plusieurs scandales récents, déclara vouloir mettre fin à l'influence des lobbies à Washington.
Bien qu'il défendît différents thèmes au cours de la campagne, dont son opposition à l'Accord de libre-échange nord-américain (Alena), c'est sa politique fiscale qui fut au cœur de sa campagne. Il proposa une réforme fiscale supprimant l'impôt progressif sur le revenu et prôna son remplacement par deux taxes : l'une à taux fixe sur les revenus et l'autre sur la valeur ajoutée (les deux taux étant fixés à 13 %). Cette proposition fut dénoncée comme une régression par ses opposants, mais combinée à une proposition d'augmentation des impôts sur les entreprises et à la suppression des biais d'exonération fiscale, elle rencontra un certain public convaincu que le système d'imposition en place était biaisé en faveur des plus riches.
Après des débuts difficiles lors du caucus de l'Iowa (1,6 %) et de la primaire du New Hampshire, il reporta des victoires étroites dans le Maine, le Colorado, le Nevada, l'Alaska et le Vermont. Après le Super Tuesday, il s'imposa comme le principal concurrent de Bill Clinton. Finalement, il recueillit 20,2 % des voix et finit deuxième de cette course à l'investiture. Bien que choix possible de Clinton pour la vice-présidence, ce dernier choisit le sénateur Al Gore.

### Maire d'Oakland
En 1998, Jerry Brown est élu maire d'Oakland (ville de la baie de San Francisco) après avoir fait campagne et obtenu le vote d'un renforcement de la structure municipale de la ville à l'image de ce qui se pratique à San Francisco. Il est réélu avec plus de 60 % des voix en 2002.

### Procureur général de Californie
En 2006, Jerry Brown est élu procureur général de Californie (Attorney General), ce qui en fait le chef de la justice de l'État comme son père autrefois, succédant à Bill Lockyer, lui-même élu trésorier de l'État (en). En avril 2008, il autorise les recherches familiales sur la base de données génétiques de l'État, substantiellement agrandie par la proposition 69.

### Troisième et quatrième mandats de gouverneur

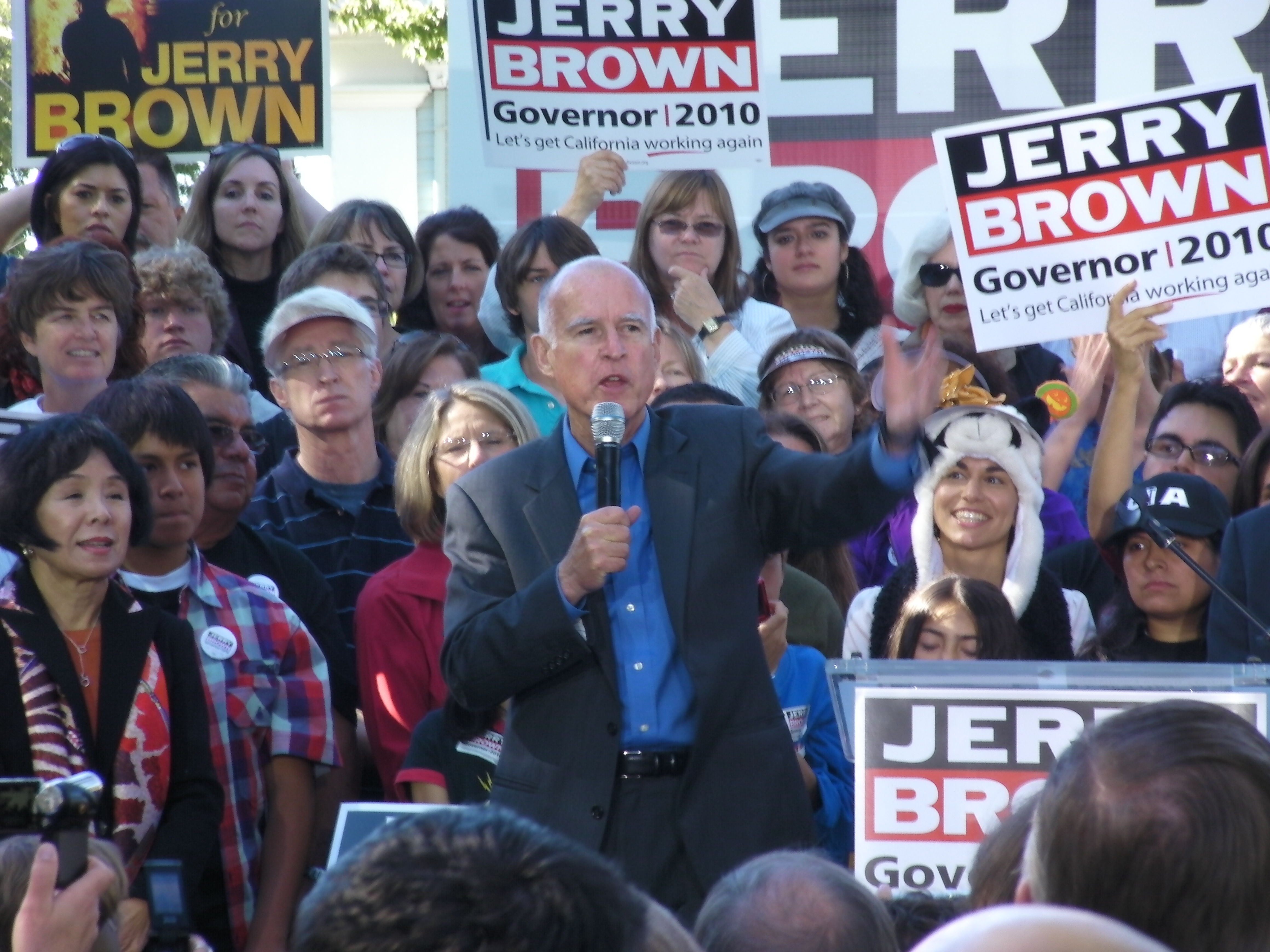
Brown en campagne en 2010.

En février 2009, il annonce qu'il est de nouveau candidat à l'investiture démocrate pour le poste de gouverneur de Californie. Il remporte l'élection du 2 novembre 2010 face à la républicaine Meg Whitman, ancienne dirigeante d'eBay, par 53,8 % des voix contre 40,9 % à cette dernière et redevient gouverneur de Californie le 3 janvier 2011.
Le 4 novembre 2014, il est réélu gouverneur avec 58,7 % des voix en battant le candidat républicain Neel Kashkari, qui obtient 41,3 % des votes. Il augmente au cours de son troisième mandat notamment les impôts sur les hauts revenus et transforme le déficit de son État en surplus, ce qui joue en sa faveur. Par ailleurs, il signe en 2012 l'autorisation du lancement des travaux du California High-Speed Rail. L'année suivante, il emménage dans le California Governor's Mansion historique, ayant vendu sa propriété d'Oakland.
En 2016, il annonce son soutien à Kamala Harris qui se présente au Sénat des États-Unis la même année et est remarqué pour son opposition au président élu Donald Trump sur le thème du réchauffement climatique, ce dernier considérant qu'il s'agit d'un « canular ». Brown prend également position contre Trump une fois en fonction lorsqu'il ordonne l'expulsion de plusieurs centaines de milliers d'immigrés clandestins, refusant que les forces policières de l'État suivent les directives fédérales dans ce domaine.
Il ne pourra pas se représenter en 2018 mais affirme en 2017 qu'il « n'est pas à exclure » qu'il se présente à l'élection présidentielle de 2020, malgré ses 82 ans, reconnaissant le handicap de son âge. La même année, il propose une loi visant à augmenter les impôts pour soutenir la construction d'infrastructures de transport en Californie. Son lieutenant-gouverneur, le démocrate Gavin Newsom est favori pour lui succéder.
En 2017, il s'oppose sur la question environnementale au président Donald Trump qui a manifesté son intention de faire quitter les États-Unis de l'accord de Paris sur le climat.
Durant ses deux derniers mandats, le budget de l’État passe d’un déficit de 27 milliards de dollars (en 2011) à un excédent budgétaire (en 2018-19).

## Dans la culture populaire
Le gouverneur Jerry Brown est le sujet principal de la chanson California Über Alles, du groupe de punk hardcore Dead Kennedys.